# Start (Tatry)

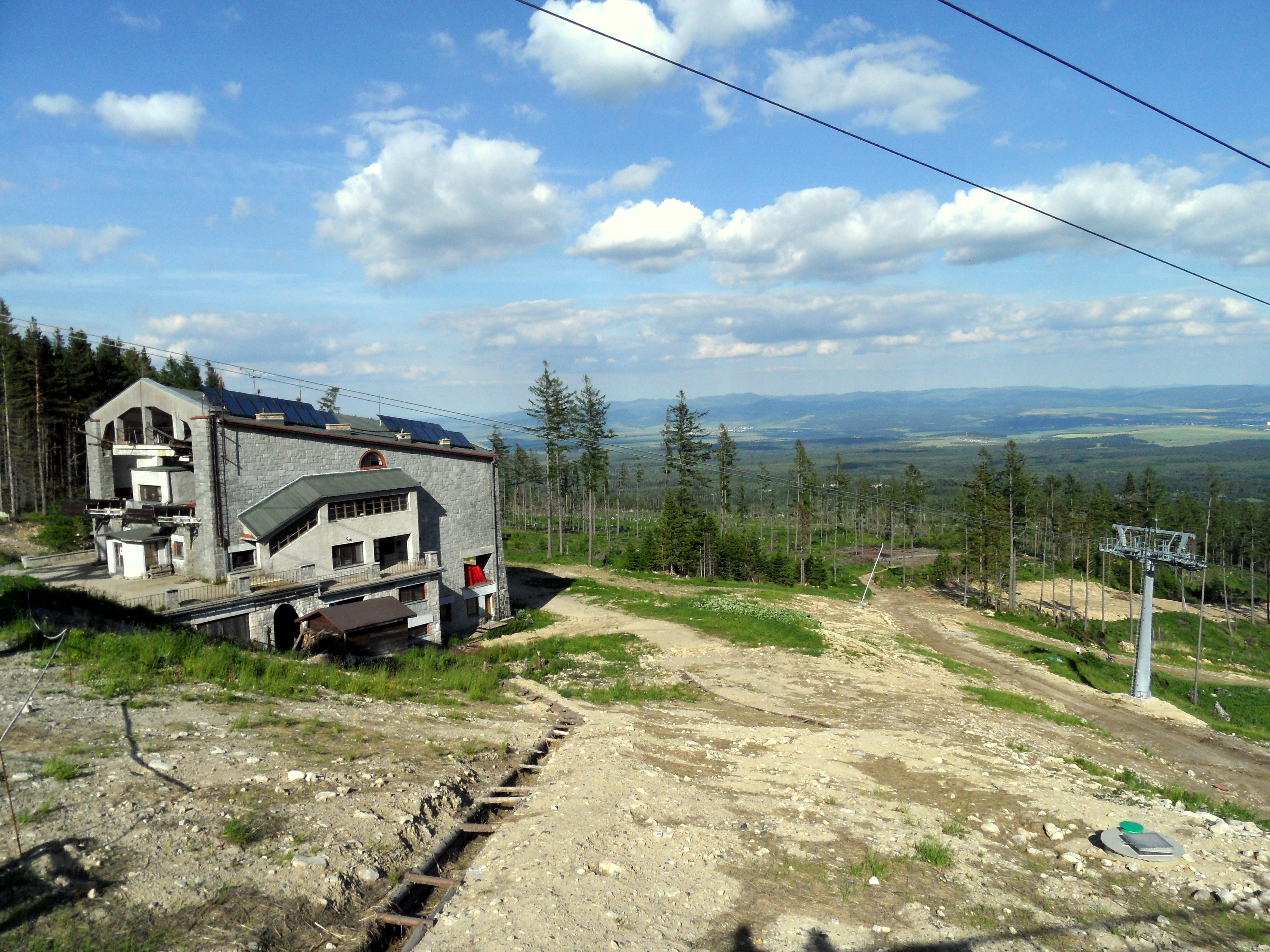
Stacja Start

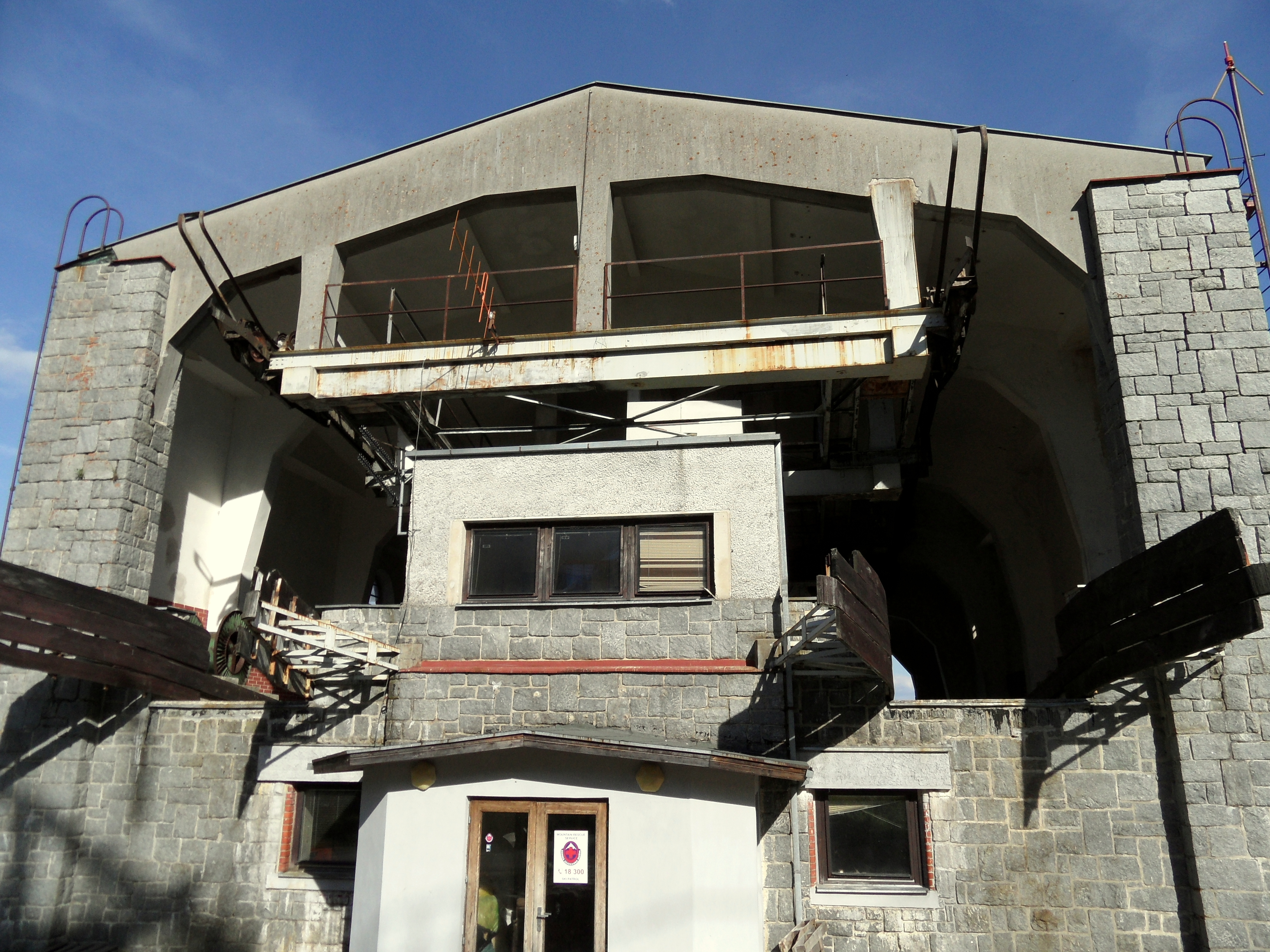
Stacja Start

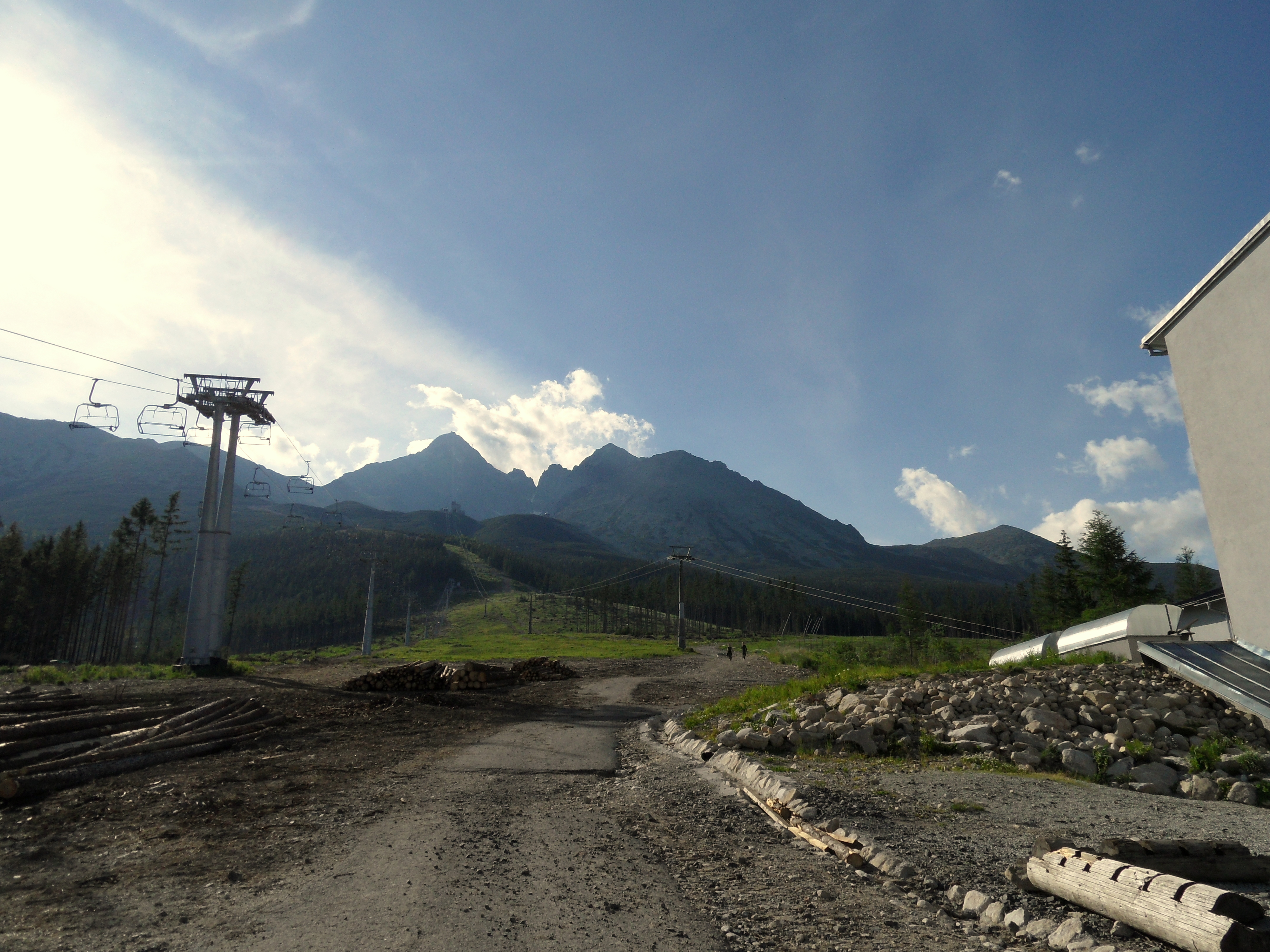
Widok ze Startu na Łomnicę

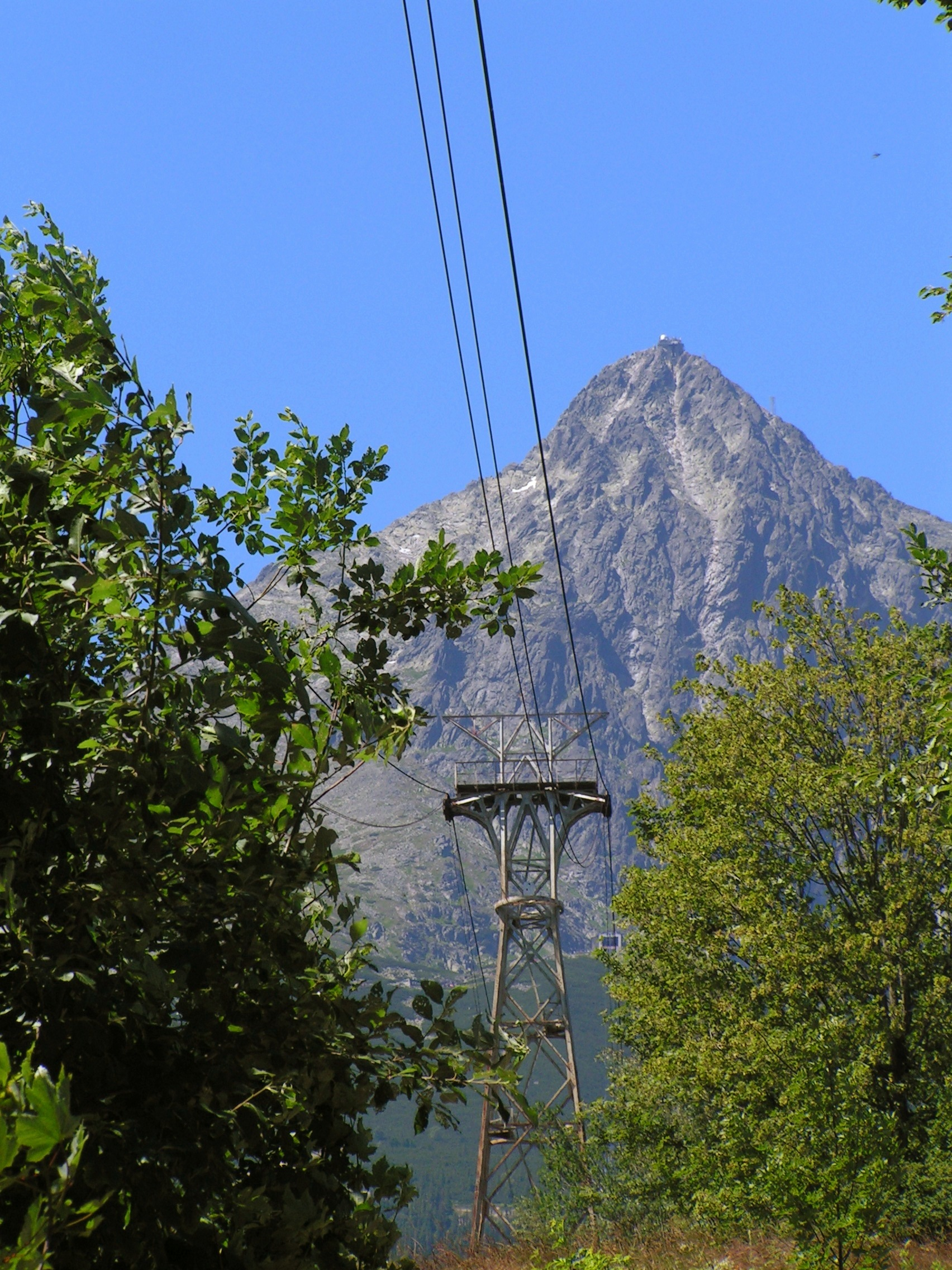
Podpora kolei linowej, na tle Łomnicy widoczny Start

Start (słow. Štart) – jedna z dwóch stacji pośrednich kolei linowej na Łomnicę, położona w słowackich Tatrach Wysokich.

## Opis
Stacja jest dolną z dwóch stacji pośrednich kolei linowej prowadzącej z Tatrzańskiej Łomnicy na szczyt Łomnicy – górna znajduje się nad Łomnickim Stawem i mieści hotel górski „Encián” wraz z restauracją. Na odcinku od Tatrzańskiej Łomnicy przez Start nad Łomnicki Staw kursują 4-osobowe wagoniki. Start znajduje się 270 m powyżej stacji dolnej i 599 m poniżej stacji przy Łomnickim Stawie. Kolejka może przewieźć na tym odcinku 900 osób w ciągu godziny. Wagoniki poruszają się z prędkością 5 m/s. Od stacji dolnej do Startu podróż trwa 5,7 min, a od Startu nad Łomnicki Staw – 6,7 min.
Poza stacją kolei kabinowej nad Łomnicki Staw w okolicy znajdują się także:
- górna stacja kolei krzesełkowej 6-osobowej Tatrzańska Łomnica – Start (280 m przewyższenia, 2600 osób/godzinę, 5 m/s, 6,7 min jazdy) – otwartej w czerwcu 2010 r.[3],
- dolna stacja kolei krzesełkowej 4-osobowej Start – Čučoriedky (195 m przewyższenia, 2400 osób/godzinę, 2,6 m/s) – otwartej w grudniu 2008 r.[4]

Trasa kolei linowej na Starcie nieco załamuje się w kierunku zachodnim (patrząc od dołu). Znajduje się tu restauracja, a także wypożyczalnia hulajnóg, mountainboardów i trójkołowych wózków (stanley rider). Do stacji dociera droga dojazdowa.

## Położenie
Stacja Start znajduje się na wysokości 1173 m n.p.m. na Łomnickiej Uboczy, tworzącej przedpole Doliny Łomnickiej. Na północny wschód od tego miejsca położony jest Gajny Wierch (1204 m). Zbocza położone na północny zachód od Startu po słowacku nazywane są Čučoriedky – nazwa ta oznacza również borówkę czarną. Całą okolicę porastał Wielki Las Łomnicki, co widoczne jest m.in. na zdjęciach satelitarnych. Stacja położona była na dolnym skraju rezerwatu „Łomnicki Potok”. Las został jednak w ogromnym stopniu zniszczony przez huraganowe wichury 19 listopada 2004 r.

## Historia i nazewnictwo
Już w 1906 r. na Łomnickiej Uboczy wybudowano tor saneczkowy, trzy lata później powstał tor bobslejowy z elektrycznym wyciągiem o długości 3,3 km, z 18 zakrętami. W tym celu wykorzystana została przecinka w lesie, utworzona ok. 1848 r. jako granica dóbr Wielkiej Łomnicy i Maciejowiec. Domek, w którym rozpoczynał się tor, nazywany był Startem – później nazwa ta przeniosła się na stację. W 1912 r. dyrekcja uzdrowiska w Tatrzańskiej Łomnicy wybudowała kilkadziesiąt metrów na północny wschód od wspomnianego budynku jednoizbowe Schronisko Gertrudy (Gertrud-Schutzhaus, Gertrud-menedékház). Stacja kolei linowej powstała wraz z całą trasą z Tatrzańskiej Łomnicy na Łomnicę w latach 1936-38. Jej architektem był Dušan Jurkovič, a kolejkę poprowadzono trasą wyciągu toru bobslejowego i dalej przecinką. Tor saneczkowy i wyciąg funkcjonowały do okresu międzywojennego, a trasa bobslejowa aż do 1977 r.
Obecna gondolowa kolej linowa powstała w latach 1967-73 – stacja w Tatrzańskiej Łomnicy znajduje się w dość dużej odległości od starej, stąd początkowo prosta trasa uległa załamaniu. Po roku 2000 budynek stacji pośredniej na Starcie był nieużywany.

## Szlaki turystyczne
– zielony od nieczynnej stacji kolejki przy hotelu „Praha” w Tatrzańskiej Łomnicy obok Startu do Łomnickiego Stawu. Czas przejścia: 2:30 h, ↓ 1:45 h
  – Łomnicka Pętla: niebieski od Startu do Doliny Huncowskiej, prowadzący przez Huncowską Ubocz, Rakuską Polanę i Niżnią Rakuską Przełęcz, a dalej z powrotem do Doliny Łomnickiej nad Łomnicki Staw.
- Czas przejścia od stacji kolejki na Rakuską Polanę: 1:30 h, ↓ 1 h
- Czas przejścia z polany nad Łomnicki Staw: 1:30 h, ↓ 1 h